# جوردن وینتر
جوردن وینتر (انگلیسی: Jordan Wynter؛ زادهٔ ۲۴ نوامبر ۱۹۹۳) بازیکن فوتبال اهل بریتانیا است.
از باشگاه‌هایی که در آن بازی کرده‌است می‌توان به باشگاه فوتبال آرسنال، باشگاه فوتبال بریستول سیتی، باشگاه فوتبال چلتنهام تاون، باشگاه فوتبال چلتنهام تاون، باشگاه فوتبال فارن‌بورو، باشگاه فوتبال تلفورد یونایتد، و باشگاه فوتبال تلفورد یونایتد، اشاره کرد.